# December
December ali gruden je dvanajsti mesec gregorijanskega koledarja, z 31 dnevi. Ime je dobil iz latinske besede decem, ki pomeni »deset«, saj je bil prvotno deseti mesec leta, preden so v koledar vstavili meseca januar in februar.
Izvirno slovensko ime za december je gruden, hrvaško prosinac, češko prosinec, poljsko grudzień in prekmursko prosinec, pa tudi december. December ima svoj vzdevek »veseli december«, saj ga polnijo številni prazniki in ljudske zabave. Krščanski verniki praznujejo božič, ko se 25. decembra spominjajo rojstva Jezusa Kristusa, 26. december je pa Slovenski državni praznik, dan samostojnosti in enotnosti.

## Prazniki in obredi
- 1. december - svetovni dan boja proti aidsu
- 3. december - ta veseli dan kulture (Slovenija)
- 6. december - Miklavževo (krščanstvo)
- 10. december - svetovni dan človekovih pravic
- 21. december - pričetek koledarske zime
- 25. december - božič (krščanstvo)
- 26. december - dan samostojnosti in enotnosti (Slovenija)
- 31. december - Silvestrovo (krščanstvo)